# Anna Coliva
Anna Coliva (* 5. September 1953 in Bologna) ist eine italienische Kunsthistorikerin und Direktorin der Galleria Borghese in Rom.

## Biografie
Anna Coliva studierte Kunstgeschichte an der Universität von Rom bei Giulio Carlo Argan, Angiola Maria Romanini und Maurizio Calvesi,  schloss ihr Studium 1977 ab und absolvierte zusätzliche Fachstudien für Kunstgeschichte.  Anschließend war sie seit 1980 für das Ministerium für Kulturgüter in leitenden Funktionen zahlreicher Kirchen und Paläste in Parma, Rom und im Lazio tätig, in Rom als Leiterin der Sammlungen des Palazzo del Quirinale. In dieser Position leitete sie wichtige Restaurierungsarbeiten. Seit 1994 arbeitet sie in der Galleria Borghese, leitete deren Restaurierung und Renovierung bis zur Wiedereröffnung im Jahre 1997 und wurde 2006 zur Direktorin ernannt. Im Zuge der von Dario Franceschini betriebenen Internationalisierung der Direktorenstellen in den bedeutendsten Museen Italiens wurde sie 2015 im Amt bestätigt.
Sie ist Autorin von über hundert Publikation vor allem über Bernini, Caravaggio, Domenichino, Parmigianino und Dosso Dossi sowie allgemein über Gemälde aus dem 16. und 17. Jahrhundert. 2013 wurde sie vom französischen Präsidenten mit dem Orden der Ehrenlegion ausgezeichnet.